# کلیو (آلاباما)
کلیو (به انگلیسی: Clio) شهری در شهرستان باربر ایالت آلاباما است که مساحت آن ۲۶٫۰۹ کیلومتر مربع است و در سرشماری سال ۲۰۱۰ میلادی، ۱٬۳۹۹ نفر جمعیت داشته و تراکم جمعیتی آن، ۵۳٫۶۲ نفر در هر کیلومتر مربع بوده است.

## نگارخانه

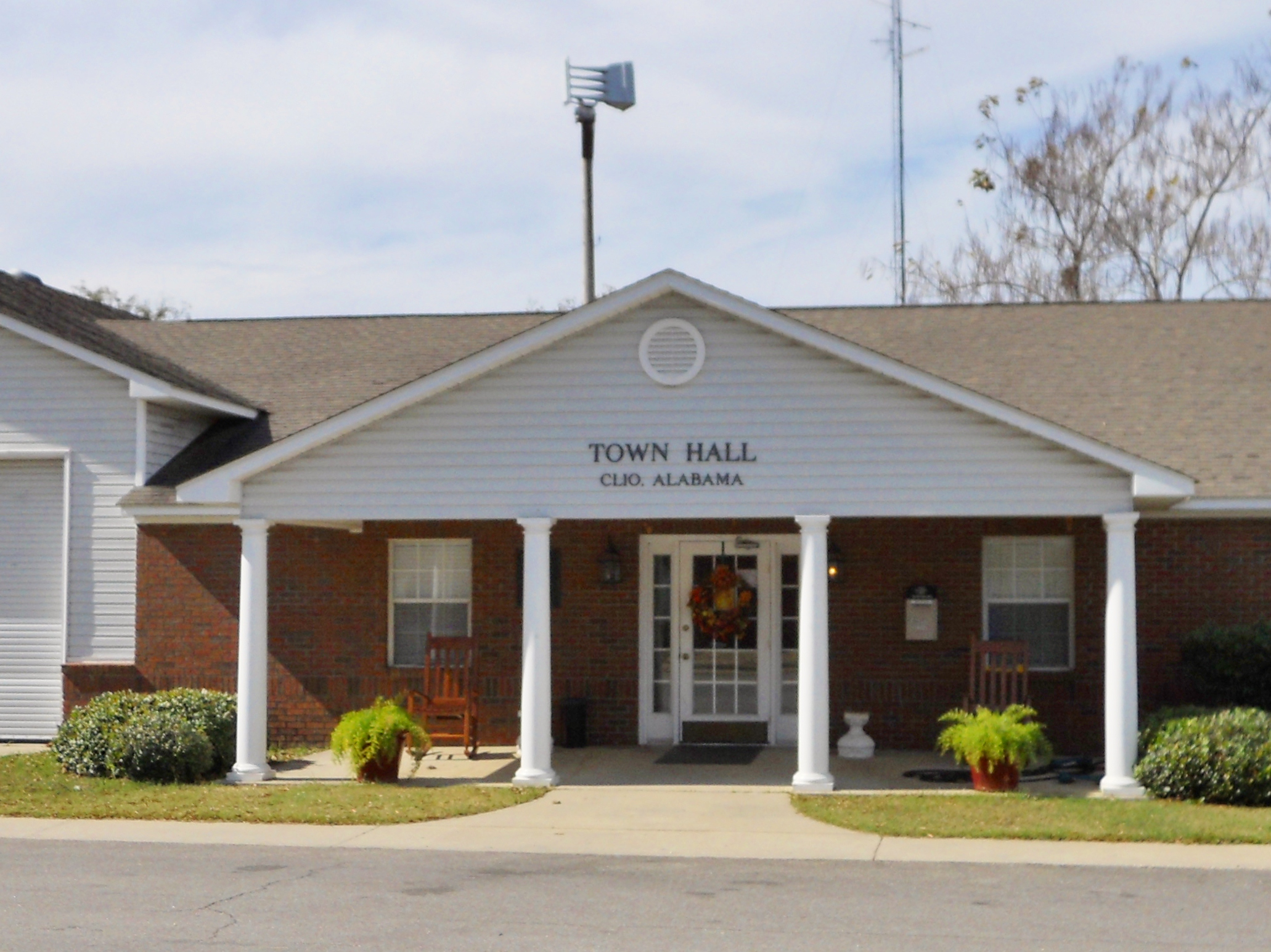
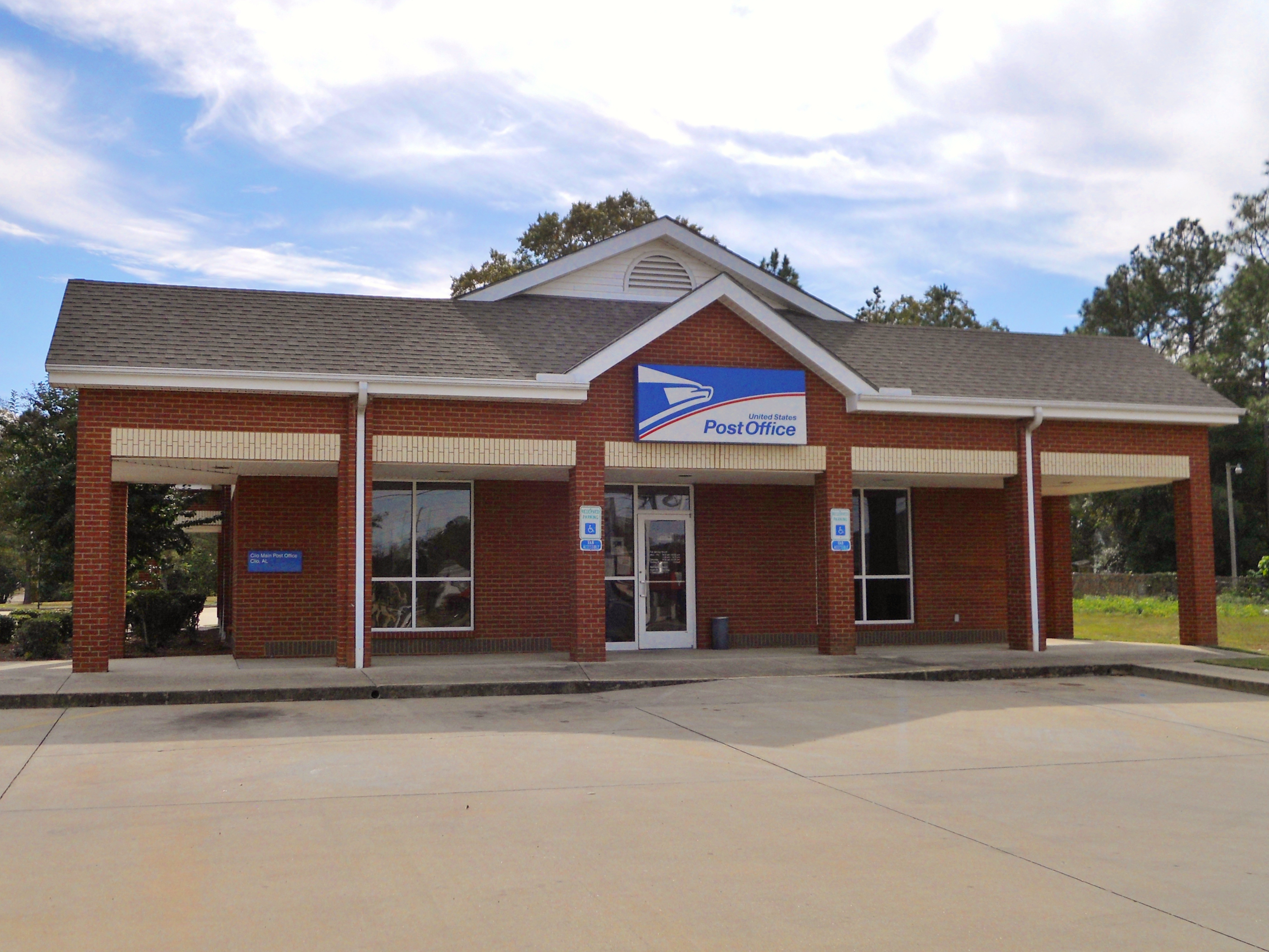